# 인구초등학교 임호분교
인구초등학교 임호분교는 대한민국 강원도 양양군에 있었던 공립 초등학교이다.

## 학교 연혁
- 1943년 6월 15일: 개교
- 2021년 2월 28일: 폐교

## 참고 자료
- 인구초등학교임호분교장 - 한국교육학술정보원 학교알리미